# میسون برستو
میسون برستو (انگلیسی: Mason Burstow؛ زادهٔ ۴ اوت ۲۰۰۳) بازیکن فوتبال اهل انگلستان است.